# Jan Lecjaks
Jan Lecjaks (ur. 9 sierpnia 1990 w Pilźnie) – piłkarz czeski występujący na pozycji lewego obrońcy. Od 2019 roku jest zawodnikiem cypryjskiego klubu Omonia Nikozja.

## Kariera klubowa
Karierę piłkarską Lecjaks rozpoczął w klubie Sokol Štěnovice. W 2000 roku podjął treningi w juniorach Viktorii Pilzno, a w 2007 roku awansował do kadry pierwszego zespołu. 11 listopada 2007 zadebiutował w pierwszej lidze czeskiej w wygranym 2:0 domowym meczu z FK Mladá Boleslav. Natomiast 22 marca 2009 w meczu z Dynamem Czeskie Budziejowice (1:1) strzelił swojego pierwszego gola dla Viktorii. W sezonie 2009/2010 zdobył z Viktorią Puchar Czech.
Latem 2010 roku Lecjaks został wypożyczony do belgijskiego Anderlechtu. Swój debiut w pierwszej lidze belgijskiej zanotował 26 września 2010 w zwycięskim 5:0 domowym meczu z KV Mechelen. W Anderlechcie rozegrał w sezonie 2010/2011 29 spotkań ligowych.
W 2011 roku Lecjaks przeszedł do BSC Young Boys. W szwajcarskim klubie spędził 6 lat, z roczną przerwą na wypożyczenie do Vålerenga Fotball (2013 rok). Łącznie zaliczył ponad 120 ligowych występów w klubie z Berna. W 2017 przeszedł do Dinama Zagrzeb, podpisując trzyletnią umowę. Po zaledwie roku został wypożyczony do satelickiego klubu Dinama Lokomotiva Zagrzeb.
Na początku sierpnia 2019 roku rozwiązał kontrakt z Dinamem i został wolnym zawodnikiem. Nowym klubem czeskiego zawodnika została Omonia Nikozja. W barwach cypryjskiej ekipy został mistrzem kraju.
| Sezon   | Klub               | Kraj       | Rozgrywki                 | Mecze | Bramki |
| ------- | ------------------ | ---------- | ------------------------- | ----- | ------ |
| 2007/08 | Viktoria Pilzno    | Czechy     | Gambrinus Liga            | 18    | 0      |
| 2008/09 | Viktoria Pilzno    | Czechy     | Gambrinus Liga            | 19    | 1      |
| 2009/10 | Viktoria Pilzno    | Czechy     | Gambrinus Liga            | 22    | 1      |
| 2010/11 | RSC Anderlecht     | Belgia     | Eerste Klasse             | 29    | 0      |
| 2011/12 | BSC Young Boys     | Szwajcaria | Super League              | 15    | 1      |
| 2012/13 | BSC Young Boys     | Szwajcaria | Super League              | 7     | 1      |
| 2013    | Vålerenga Fotball  | Norwegia   | Tippeligaen               | 22    | 2      |
| 2013/14 | BSC Young Boys     | Szwajcaria | Super League              | 9     | 0      |
| 2014/15 | BSC Young Boys     | Szwajcaria | Super League              | 33    | 0      |
| 2015/16 | BSC Young Boys     | Szwajcaria | Super League              | 29    | 1      |
| 2016/17 | BSC Young Boys     | Szwajcaria | Super League              | 31    | 1      |
| 2017/18 | Dinamo Zagrzeb     | Chorwacja  | Prva HNL                  | 21    | 1      |
| 2018/19 | Dinamo Zagrzeb     | Chorwacja  | Prva HNL                  | 1     | 0      |
| 2018/19 | Lokomotiva Zagrzeb | Chorwacja  | Prva HNL                  | 29    | 2      |
| 2019/20 | Omonia Nikozja     | Cypr       | Protathlima A’ Kategorias | 23    | 0      |

## Kariera reprezentacyjna
W swojej karierze Lecjaks występował w młodzieżowych reprezentacjach Czech na różnych szczeblach wiekowych. W 2008 roku wystąpił z kadrą U-19 na Mistrzostwach Europy U-19. W 2009 roku zagrał na Mistrzostwach Świata U-20, a w 2011 roku z reprezentacją U-21 na Mistrzostwach Europy U-21.